# Concepción Arenal
Pour les articles homonymes, voir Arenal.
Concepción Arenal Ponte, née le 31 janvier 1820 à Ferrol et meurt le 4 février 1893 à Vigo, est une experte en droit, une autrice, journaliste, poète et autrice dramatique espagnole rattachée au réalisme littéraire. Elle est une pionnière du féminisme espagnol.
Elle est la première femme à étudier dans une université espagnole, y suivant des études de droit. 

## Biographie

### Enfance
Concepción Arenal Ponte naît le 31 janvier 1820 à Ferrol.  Elle est orpheline de père à l'âge de huit ans. Son père, don Angel del Arenal, originaire de Santander, est né à Armaño le 24 mars 1790. La mère de Concepción, María Concepción de Ponte, descend d'une famille noble, puisque son frère est comte de Vigo. Don Angel del Arenal entre dans l'armée lors de la guerre de l'Indépendance (1808-1813). Il reste dans l'armée jusqu'à son décès, mais est persécuté pour ses idées, car il est favorable à la Constitution de 1812. Il est emprisonné en raison de son opposition au régime monarchique et absolutiste de Ferdinand VII. En prison, il tombe malade et meurt en 1829.
Après le décès de son père, María Concepción de Ponte s'installe en 1824 avec ses filles à Armaño chez Jesusa de la Cuesta, la grand-mère paternelle jusqu'en 1835. Concepción Arenal aprécie la vie au manoir de sa grand-mère, proche de la nature. Concepción Arenal profite également de la bibliothèque familiale, qu'un prêtre oncle de son père, Juan Domingo del Arenal, avait fourni en livres. 
La plus jeune sœur de Concepción Arenal, Luisa, meurt le 26 octobre 1830. En 1835, María Concepción Ponte décide de s'installer à la Cour pour ses filles ; Concha et Tonina reçoivent alors une éducation convenable. Le  frère de Maria Concepció Ponte, vit alors à Madrid et les jeunes filles entrent en tant qu'étudiants externes à l'école Tepa, où elles apprennent comment se comporter en société. Mais Concepción Arena n'apprécie pas la vie à la Cour et sa grande curiosité intellectuelle ne se satisfait pas de ce programme d'études. Elle s'intéresse aux langues et lit des livres de science et de philosophie ; mais sa mère n'apprécie pas sa volonté d'entamer des études. Au cours de ces années, elle entre en contact avec Manuel de la Cuesta y Cossío, qui réside à Tudanca (Santander), dans un autre manoir doté d'une grande bibliothèque. Manuel de la Cuesta a abandonné sa carrière politique en 1850 pour s'engager dans une démarche intellectuelle humaniste à l'université de Valladolid. 

### Formation: travestissement pour suivre les cours de droit
En 1840, Concepción Arena retourne à Armaño soigner sa grand-mère malade, ce qui lui permet de s'éloigner de sa mère qui s'oppose à ses projets d'études. Sa mère meurt en 1840, et Concepción Arena, à 21 ans,  hérite en 1841 de quoi financer ses projets futurs. Cette même année Concepción commence à se travestir en homme pour pouvoir aller à l'université d'Alcalá de Madrid et assister aux cours à la faculté de droit,.
Concepción Arenal ne passe pas de diplômes ni ne peut poursuivre de carrière, mais cette expérience confirme son intérêt pour les questions pénales et juridiques. C'est aussi durant cette période qu'elle rencontre Fernando García Carrasco, avocat et écrivain, de quinze ans son ainé. Le 2 avril 1848, elle épouse Fernando García Carrasco dans la paroisse de San Ildefonso à Madrid. Il comprend le désir de s'instruire de Concepción et la laisse l'accompagner habillée en homme aux réunions du café Iris. Il lui permet aussi de travailler et contribuer aux revenus du foyer. Le couple a trois enfants : Fernando en 1850, Ramón en 1852 Concepción en 1849, qui meurt à l'âge de deux ans.

### Carrière d'écrivaine
Pedro Calvo Asensio, le fondateur du journal La Iberia, embauche le couple García-Arenal et Concepción Arena écrit la biographie de Watt en cinq articles publiés de juillet à août 1855. Elle rédige son premier livre, un roman intitulé Historia de un corazón, et en 1851 elle publie Fábulas. Cette période se termine avec la mort de Fernando García Carrasco le 10 janvier 1857.
Concepción Arenal quitte Madrid et vend la maison d'Armaño et s'installe à Potes (Santander) avec ses fils, puis en Galice et rencontre Jesús de Monasterio. Il avait étudié la musique  à Bruxelles et à Paris avait fréquenté Frédéric Ozanam et ses Associations de Saint-Vincent de Paul. Tous deux souhaitent voire naitre en Espagne aussi des associations de la société civile pour distribuer la charité chrétienne. Concepción Arenal crée la section féminine des Conférences de saint Vincent de Paul.
En 1860, elle publie El Visitador del pobre (« le visiteur du pauvre », 1860), afin de guider les femmes qui souhaitent s'investir dans les institutions de charité pour secourir les pauvres. Afin de pouvoir présenter son livre publié en 1861 La Beneficencia, la filantropía y la caritad (« la bienfaisance, la philanthropie et la charité »), elle endosse le nom de son fils agé de dix ans. 
Elle est également autrice d'une étude sur l'instruction des enfants d'école primaire, primée en 1878 par la Real Academia de Ciencias Morales y Pollticas.